# Benthana sulcata
Benthana sulcata är en kräftdjursart som beskrevs av Leopold F. Gruner 19550. Benthana sulcata ingår i släktet Benthana och familjen Philosciidae. Inga underarter finns listade i Catalogue of Life.